# Marjalahti
Marjalahti är en vik i Finland. Den ligger i Tervo i landskapet Norra Savolax, i den centrala delen av landet, 300 km norr om huvudstaden Helsingfors.